# Laevicephalus inconditus
Laevicephalus inconditus är en insektsart som beskrevs av Knull 1954. Laevicephalus inconditus ingår i släktet Laevicephalus och familjen dvärgstritar. Inga underarter finns listade i Catalogue of Life.